# Lhasa
Lhasa（ラサ）は、LHA及びZIP形式の圧縮ファイルの解凍に用いられるソフトウェアの名称。画像閲覧ソフト「Susie」の開発者、竹村嘉人が開発し、1994年7月1日にバージョン0.01が公開された。名称は、Lhaで始まるプログラム名ということから選ばれたもので、辞書で最初に見つけた単語であるLhasa（ラサ。チベットの地名）が採用された。
Microsoft Windows登場後、1994年と比較的早い時期に公開された。一発で圧縮解凍できるソフトの先駆者的存在であり、同じようなコンセプトの解凍ソフトはまとめてLhasa風ソフトという呼び方をされる。

## 特徴
外部DLLを必要とせずにLHAとZIPの展開に対応し、特に設定しなくても簡単に利用できる。窓の杜によるレビューでも「とにかく一発で簡単に解凍できる」と形容される一方、「あまり細かいことはできません」ともされる。

## 沿革
開発者の竹村嘉人（1967年5月1日 – ）は10歳のときに父がコンピュータの本を買ってきたことがきっかけになり、プログラミングをはじめた。開発にはBorland C++を使用した。LhasaはSusieの開発中にできた副産物であり、SusieにおけるLHA展開機能を単独で利用できるようにした形がLhasaの原形だった。その後、ZIP展開機能を実装し、インストーラーをつけたことでLhasaが完成し、1994年7月1日に公開された。
1996年、窓の杜大賞を受賞した。窓の杜の年間ダウンロード数ランキングでは1999年から2002年まで4年連続で総合1位であり、2010年時点でも「定番解凍ソフト」とされた。
1996年12月時点で機能追加の予定がないと明言しており、それ以降もバグ修正が行われたが、2010年10月のバージョン0.20で検索パスの問題に起因する脆弱性を修正した後、アップデートが途絶えた。

## Lhasa風ソフト
- Lhaplus
- +Lhaca
- Lhaz、Lhaz+[10]
- LhaForge[11]